# Auer Berg
Der Auer Berg, auch Auerberg ist ein 1252 m ü. NHN hoher Gipfel in den Schlierseer Bergen, die zu den Bayerischen Voralpen gehören. Auf dem Rücken des Auer Berges befinden sich mehrere Hütten.

## Topographie
Der Auer Berg ist ein größtenteils bewaldeter Gipfel des Rückens der zwischen Gindelalm über den Auer Berg, den Rainer Berg zur Huberspitz (1052 m) nach Schliersee abfällt. Der höchste Punkt des Auer Berges befindet sich direkt oberhalb der Gindelalm und ist von dort einfach erreichbar. Der Weg zur Gindelalm ist für Wanderer und per Mountain-Bike über eine Forststraße, die Gindelalmstraße, von Hausham aus zu erreichen.